# Flagge Amsterdams

2:3 Die Flagge Amsterdams

Die Flagge von Amsterdam ist die offizielle Flagge der niederländischen Hauptstadt Amsterdam. Sie besteht aus drei horizontalen Streifen Rot-Schwarz-Rot und zeigt auf dem schwarzen Streifen drei weiße Andreaskreuze. Eingeführt wurde sie am 5. Februar 1975.

## Bedeutung

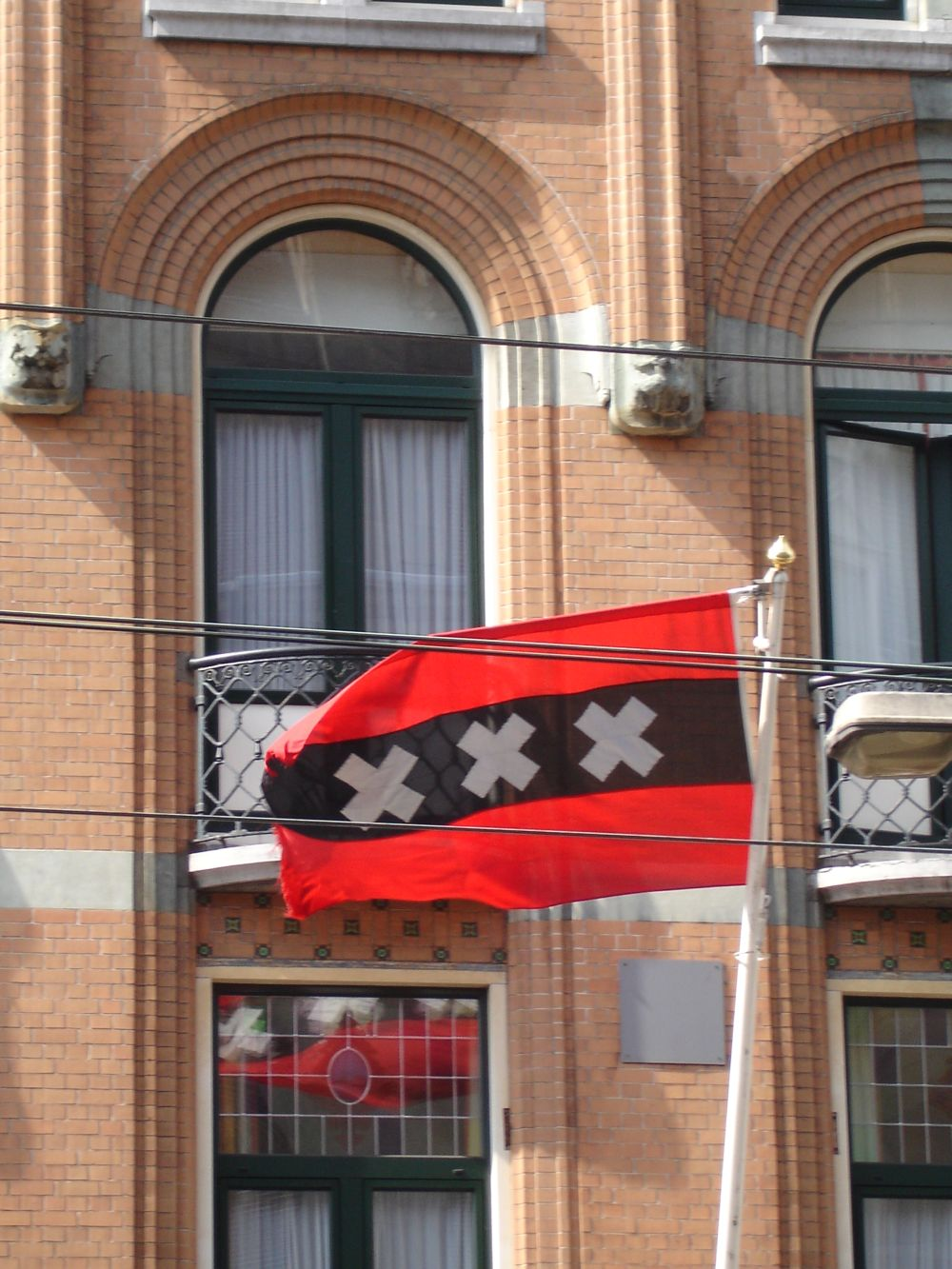
Flagge Amsterdams

Die Farben der Flagge leiten sich vor allem aus dem Wappen der Stadt Amsterdam, oder besser dem Schild in demselben, ab. Die Bedeutung der Farben und der weißen Kreuze sind ungeklärt. Ihr Ursprung könnte laut der Stadt Amsterdam in dem Wappen der Familie Persijn liegen, die einst einen großen Teil des Landes um die Hauptstadt besaßen.
In den Wappen zwei anderer niederländischer Städte, Dordrecht und Delft, bezieht sich der mittlere Streifen auf Wasser. Bezieht man dies nun auf Amsterdam, so würde der schwarze Streifen für den Fluss Amstel stehen. Sowohl die Farben als auch die Kreuze finden sich in den Flaggen der beiden Gemeinden Ouder-Amstel und Amstelveen.

## Geschichte

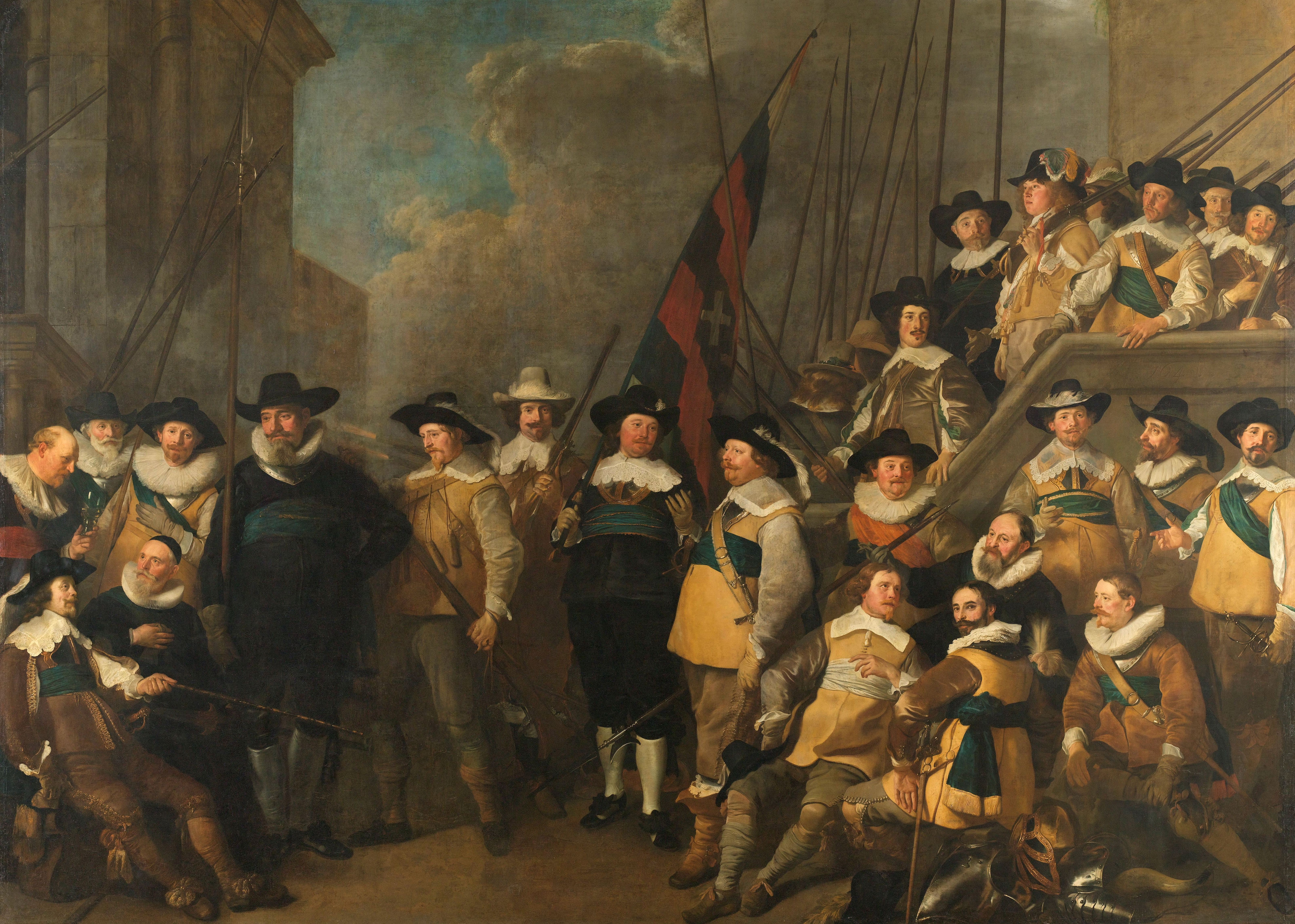
Amsterdamer Flagge auf einem Gemälde von 1642

Bereits im 17. Jahrhundert entstanden mehrere Entwürfe für eine Stadtflagge, die allesamt auf dem Wappen Amsterdams basierten. Unter anderem existierte ein horizontal in sieben Streifen Weiß-Rot-Schwarz-Weiß-Schwarz-Rot-Weiß unterteiltes Exemplar, welches links von der Mitte verschoben das damalige Wappen der Stadt zeigte. Bis 1975 wurde allerdings inoffiziell eine in den Farben Rot-Weiß-Schwarz gehaltene Flagge verwendet. Auch sie zeigte das Wappen Amsterdams. Eine weitere frühere Variante ist die einer niederländischen Flagge mit drei schwarzen Kreuzen in der Mitte.

## DieFebruaristakingvlag

Februaristakingvlag

1947 wurde der Stadt durch Königin Wilhelmina eine sogenannte „Februaristakingvlag“ (niederländisch für „Februarstreikflagge“) gegeben. Dies geschah aus Anlass der Einführung des neuen Stadt-Wahlspruchs Heldhaftig, Vastberaden, Barmhartig, was auf Deutsch soviel bedeutet wie „Heldenhaft, Entschlossen, Barmherzig“. Das neue Motto wurde Amsterdam aufgrund seiner Verdienste im Zweiten Weltkrieg zugesprochen.
Die Flagge zeigt das Wappen der Stadt auf weißem Grund und ist heutzutage hauptsächlich auf Gedächtnisfeiern für den Krieg zu sehen.